# Philoria loveridgei
Philoria loveridgei es una especie  de anfibios de la familia Limnodynastidae.

## Distribución geográfica
Se encuentra Australia.

## Estado de conservación
Se encuentra amenazada de extinción por la pérdida de su hábitat natural